# Флинт, Владимир Евгеньевич
Влади́мир Евге́ньевич Флинт (14 марта 1924, Москва — 23 марта 2004, там же) — советский и российский зоолог, орнитолог, специалист в области охраны природы, профессор, первый президент Союза охраны птиц России.

## Биография
Родился 14 марта 1924 года в Москве. Его отец — профессор-кристаллограф Е. Е. Флинт, мать — библиограф.
Участник Великой Отечественной войны, воевал в танковых войсках на Т-34, был контужен, но вернулся на фронт. Войну закончил на Эльбе помощником командира взвода автоматчиков.
После демобилизации два года учился в школе рабочей молодёжи, в 1948 году поступил в Московский государственный университет имени М. В. Ломоносова, который окончил в 1953 году. Дипломная работа была посвящена гаге Онежского залива Белого моря.
В 1953—1969 — младший научный сотрудник в Институте эпидемиологии и микробиологии имени Н. Гамалеи АМН СССР.
- В 1959 — защитил кандидатскую диссертацию[1].
- В 1969—1976 — старший научный сотрудник Зоологического музея МГУ.
- В 1972 — защитил докторскую диссертацию[1].
- С 1976 — заведующий отделом охраны животного мира Всероссийского НИИ охраны природы Госкомэкологии России (ранее Центральная лаборатория охраны природы Минсельхоза СССР).

Доктор биологических наук, профессор, заслуженный эколог Российской Федерации, действительный член РАЕН, член Петровской академии наук и искусств. Почётный член Териологического общества РАН, пожизненный почётный член Британского Орнитологического Союза и Национального географического общества США, Почётный член Союза охраны птиц России. В. Е. Флинт неоднократно был гостем популярной телепрограммы «В мире животных».
Умер 23 марта 2004 года. Урна с прахом — в родственной могиле на участке 4 Донского кладбища.

### Семья
- Жена — Татьяна Львовна Зенкевич (Муромцева), морской биолог, дочь океанолога академика Л. А. Зенкевича.
  - Сын — Михаил (род. 1949), академик РАН, заведующий лабораторией экологии и распределения планктона и заместитель директора Института океанологии им. П. П. Ширшова (Москва)[5];
  - Сын — Александр (род. 1953), директор Свято-Димитриевского училища сестер милосердия (Москва) с 1992 по 2003 гг., ныне — Генеральный директор некоммерческой организации «Информационно-образовательный центр „Соучастие“»[6].

## Научная деятельность

### Вклад в охрану природы
Благодаря В. Е. Флинту в 1993 году был создан Союз охраны птиц России, который учёный 10 лет возглавлял как президент, а затем — как почётный президент.
Участвовал в создании Красных книг, в операции «Стерх», в подготовке законодательных актов по охране природы. В. Е. Флинт — один из авторов и редакторов Красной книги СССР (1978, 1982), Красной книги РСФСР (1983), Красной книги Российской Федерации (2001) и Красной книги Москвы (2001). Он — автор проекта закона СССР «Об охране и использовании животного мира», который декларировал принципиально новые юридические нормы, был одобрен и введён в действие постановлением Верховного Совета СССР с 1 января 1981 года. По его инициативе и при его прямом участии были созданы зоопитомники редких видов журавлей, хищных птиц, дрофы, джейрана и другие.
Был избран представителем СССР в Совет и Бюро МСОП, стал вице-председателем Комиссии по редким видам МСОП, членом Международного Орнитологического Комитета и его Исполкома, членом научного Совета Международного Фонда охраны журавлей, национальным координатором сотрудничества России с Международным Бюро по изучению и охране водно-болотных угодий.
Работал во ВНИИприроды.

### Экспедиции
В. Е. Флинт посетил более 50 зарубежных стран. Как член правления «Ассоциации дружбы с народами Африки», В. Е. Флинт организовал ряд поездок по национальным паркам Кении, Уганды, Танзании; вместе с такими учёными, как А. Г. Банников, Ю. А. Исаков, В. А. Попов и другие, он стал одним из первых русских зоологов, своими глазами увидевших животный мир саванн Восточной Африки.
Работал в экспедициях на Северном Казахстане, в Приморском крае, Туве, Забайкалье, Туркменистане и в других республиках Средней Азии. С 1963 году его внимание привлек север — он побывал на Мурманском побережье Баренцева моря, на острове Врангеля, в тундре Якутии, на Таймыре.

### Основные труды
В. Е. Флинт опубликовал более 660 статей и книг, включая научные монографии и статьи, полевые определители, учебные пособия для ВУЗов, научно-популярные очерки и книги для детей.
- Флинт В. Е., Чугунов Ю. Д., Смирин В. М. Млекопитающие СССР / Отв. ред. А. Н. Формозов. — М.: Географгиз, 1965. — 440 с. — 15 000 экз.; Второе издание: М.: Мысль, 1970, тираж — 50000 экз.
- Флинт В. Е., Бёме Р. Л., Костин Ю. В., Кузнецов А. А. Птицы СССР. — М.: Мысль, 1968. — 640 с. — (Справочники-определители географа и путешественника). — 50 000 экз.
- Флинт В. Е. Пространственная структура популяций мелких млекопитающих / АН СССР, Моск. о-во испытателей природы. — М.: Наука, 1977. — 184 с.
- Флинт В. Е. Птицы наших лугов и полей. — М.: Детская литература, 1978. — 24 с. — 300 000 экз.
- Флинт В. Е. Операция «Стерх». — М.: Лесная промышленность, 1981. — 152 с. — 20 000 экз.
- Флинт В. Е. Птицы в нашем лесу / Фотографы: Б. К. Машков, А. В. Гражданкин. — М.: Детская литература, 1981. — 24 с. — 450 000 экз.
- Банников А. Г., Флинт В. Е. Мы должны их спасти. — М.: Мысль, 1982. — 200 с. — 90 000 экз.
- Флинт В. Е., Черкасова М. В. Редкие и исчезающие животные. — М.: Педагогика, 1985. — 112 с. — (Библиотечка Детской энциклопедии «Учёные — школьнику»). — 200 000 экз.
- Флинт В. Е., Бёме Р. Л. Пятиязычный словарь названий животных: Птицы. (Dictionary of animal names in five languages : Латинский, русский, английский, немецкий, французский : 11060 назв.) / Под общ. ред. В. Е. Соколова. — М.: Руссо; Русский язык, 1994. — 845 с.
- Флинт В. Е., Сорокин А. К. Сокол на перчатке. — М.: Эгмонт, 1999. — 328 с. — 3000 экз. — ISBN 5-85044-308-8.
- Флинт В. Е. Стратегия сохранения редких видов в России: теория и практика. — М.: ГЕОС, 2000.
- Флинт В. Е. 100 удивительных животных (Энциклопедии для детей). — М.: Эгмонт, 2002. — 128 с. — 10 000 экз. — ISBN 5-85044-868-3.
- Флинт В. Е. Стратегия сохранения редких видов в России: теория и практика / Московский зоопарк. — 2-е изд. — М., 2004. — 372 с. — 2000 экз. — ISBN 5-89118-171-1.

## Награды
- Орден Дружбы Народов (1981)
- Орден Отечественной войны I степени
- Медаль «За отвагу»
- Заслуженный эколог Российской Федерации
- Орден Золотого ковчега (Голландия)
- Золотая медаль Одюбоновского общества (США)
- Медаль «За охрану природы России» Всероссийского общества охраны природы
- Международная награда ЮНЕП «Глобал-500» (1987)